# Rötensteingraben (Neckar)
Der Rötensteingraben ist ein 11⁄4 km langer Bach in der Stadtteilgemarkung Oeffingen der Stadt Fellbach im baden-württembergischen Rems-Murr-Kreis, der gegenüber dem Stadtteil Aldingen von Remseck am Neckar von rechts und Ostsüdosten in den mittleren Neckar mündet.

## Geographie

### Verlauf
Der Rötensteingraben entsteht an ca. 1,5 km nordnordöstlich der Oeffinger Ortsmitte an einer zuweilen wassergefüllten Doline im Wald Hart auf etwa 283 m ü. NHN.
Der unbeständige Durchfluss läuft westnordwestlich noch etwa hundert Meter im Wald und danach zweihundert Meter in einem Graben zwischen Obstwiesen bis zur Unterquerung der L 1197 Oeffingen–Remseck.
Nach weiteren etwas mehr als dreihundert Metern meist neben Feldern mit etwas stärkerem Gefälle tritt der Graben an die Seite eines ausgebauten Feldweges. Nach noch einmal soviel Wegs tritt der Graben in ein Talwäldchen zwischen den Gewannen Gänsäcker rechts und Neckarhalde links ein. Zweihundert Meter weiter fließt der Rötensteingraben etwas vor dem rechtsneckarischen Gewerbegebiet um die Max-Eyth-Straße von Aldingen und gegenüber dem Dorf Aldingen selbst von rechts im Rückstaubereich oberhalb der Doppelschleuse Aldingen auf etwa 206,8 m ü. NHN in den mittleren Neckar ein.
Der bis zuletzt nur unbeständig wasserführende Rötensteingraben mündet nach 1,2 km langem Lauf mit mittlerem Sohlgefälle von etwa 61 ‰ rund 76 Höhenmeter unterhalb seines Dolinenursprungs. Er hat keine Zuflüsse.

### Einzugsgebiet
Der Rötensteingraben hat ein 0,6 km² großes Einzugsgebiet, das naturräumlich im Osten zum Unterraum Schmidener Feld, mündungsnah im Westen zum Unterraum Marbach-Waiblinger Täler des Neckarbeckens gehört. Der mit etwa 310 m ü. NHN höchste Punkt liegt an dessen Ostspitze im Hart nahe bei einigen Grabhügeln.
Das östliche Sechstel des Einzugsgebietes liegt im bewaldeten Hart, nach Westen zu schließt sich eine 200–400 Meter breite Zone mit meist Obstwiesen an, weiter im Westen nehmen Felder den größten Teil der Fläche ein, ehe der Bach dann im Mündungsnähe am steilen Neckarhang wieder in einem Wäldchen läuft. Das Gebiet gehört zur Gänze zur Oeffinger Teilgemarkung von Fellbach und ist unbesiedelt. Jedoch liegt am Südrand der größere Teil eines Sportgeländes innerhalb und mündungsnah grenzt rechtsseits unmittelbar außerhalb ein Gewerbegebiet von Aldingen an.
Jenseits der nördlichen Wasserscheide gibt es vor der recht weit entfernten mündenden Rems, dem nächsten offenen Zufluss des Neckars von rechts, nur kleine, wasserlose, zum Neckar laufende Mulden. Jenseits der südlichen fließt der größere Ruckgraben in etwa selber Richtung und etwas aufwärts zum Neckar.
KOMMUNEN

## Geologie
Auf den Höhen im Osten des Einzugsgebietes liegt Gipskeuper (Grabfeld-Formation). Jenseits der Landesstraße setzt darunter der Lettenkeuper (Erfurt-Formation) ein und dann näher am Neckar der noch tiefere Obere Muschelkalk. Diese triassischen Schichten sind flussfern teilweise durch Löss oder lössführende Fließerden überlagert. Die erwähnte Doline liegt im Gipskeuper.

## Natur und Schutzgebiete
Bevor der Rötensteingraben in das Mündungswäldchen eintritt, folgt ihm entlang des befestigten Feldweges das unter Naturdenkmalschutz stehende Gehölz am sogenannten Postweg. Unmittelbar davor durchschneidet er die Böschung der Steppenheide am sogenannten Postweg mit demselben Schutzstatus.
Um die Grabenquelle hat das Landschaftsschutzgebiet Hartwald mit Umgebung Anteil am Einzugsgebiet, nahe der Mündung das Landschaftsschutzgebiet Oeffinger Rain und Weidachtal.

## Tourismus
Der mit einer stilisierten blauen Flussschlinge markierte Fernwanderweg Neckarsteig läuft dem Westrand des Hart entlang und quert dort den aus dem Wald tretenden Rötensteingraben.

### LUBW
Amtliche Online-Gewässerkarte mit passendem Ausschnitt und den hier benutzten Layern: Lauf und Einzugsgebiet des Rötensteingrabens

Allgemeiner Einstieg ohne Voreinstellungen und Layer: Daten- und Kartendienst der Landesanstalt für Umwelt Baden-Württemberg (LUBW) (Hinweise)
1. 1 2  Höhe nach dem Höhenlinienbild auf dem Hintergrundlayer Topographische Karte.
2. ↑  Länge nach dem Layer Gewässernetz (AWGN).
3. ↑  Einzugsgebiet nach dem Layer Basiseinzugsgebiet (AWGN).
4. ↑  Schutzgebiete nach den einschlägigen Layern, Natur teilweise nach dem Layer Geschützte Biotope.

### Andere Belege
1. ↑  Stauziel des Neckars zwischen den Doppelschleusen Hofen und Aldingen.
2. ↑  Friedrich Huttenlocher, Hansjörg Dongus: Geographische Landesaufnahme: Die naturräumlichen Einheiten auf Blatt 170 Stuttgart. Bundesanstalt für Landeskunde, Bad Godesberg 1949, überarbeitet 1967. → Online-Karte (PDF; 4,0 MB)
3. ↑  Geologie nach den Layern zu Geologische Karte 1:50.000 auf: Mapserver des Landesamtes für Geologie, Rohstoffe und Bergbau (LGRB) (Hinweise)